# Rhynchonella
Rhynchonella is een geslacht van brachiopoden, dat fossiel bekend is vanaf het Ordovicium, waarvan heden nog tal van soorten voorkomen. 

## Beschrijving
Deze 1,75 tot 3,75 centimeter lange articulate brachiopode kenmerkt zich door een driehoekige omtrek en een korte slotrand. Verder heeft de schelp een bolvormig profiel, krachtige ribben en een groeve.

## Soorten
- R. acuminata † Martin 1809
- R. adrianensis † Gemmellaro 1899
- R. carapezzae † Gemmellaro 1899
- R. carinthiaca † Bittner 1890
- R. confinensis † Schellwien 1892
- R. djeffarae † Dubar 1967
- R. edwardsi † Chapuis & Dewalque 1853
- R. eskiordensis † Moisseiev 1932
- R. fraasi † Oppel 1861
- R. granulum † Eichwald 1860
- R. inflata † Jaboli 1959
- R. jukesi † McCoy 1847
- R. kochigataniensis † Tokuyama 1957
- R. krotovi † Tschemyschew 1902
- R. misella † Bittner 1890
- R. negrii † Gemmellaro 1899
- R. paolii † Canavari 1880
- R. paucicosta † Kitchin 1910
- R. pauciplicata † Kitchin 1900
- R. prona † Oppel 1861
- R. pseudoazaisi † Dubar 1967
- R. pupula † Bittner 1890
- R. salinasi † Gemmellaro 1899
- R. sosiensis † Gemmellaro 1899
- R. subrimosa † Schafhauti 1851
- R. tazerdunensis † Dubar 1967
- R. texana † Shumard 1859
- R. wichmanni † Rothpletz 1892
- R. withei † Gemmellaro 1899